# درگیری‌های ۱۹۷۵–۱۹۷۴ اروندرود
درگیری‌های ۷۵–۱۹۷۴ اروندرود اشاره به بن‌بست ایران و عراق در مورد رودخانه اروندرود در اواسط دهه ۱۹۷۰ دارد. درگیری‌ها منجر به کشته شدن ۱۰۰۰ نفر شد. این مهم‌ترین اختلاف نظر در مورد آبراه اروندرود در دوران مدرن، قبل از جنگ ایران و عراق در دهه ۱۹۸۰ بود.

## پیش‌زمینه
ایران خط مرزی تعیین شده در پیمان بریتانیا و عثمانی نوامبر ۱۹۱۳ را رد کرد چرا که می‌خواست مرز تا نقطه تالوگ، یعنی عمیق‌ترین نقطهٔ قابل کشتیرانی در کانال گسترش یابد. پادشاهی عراق با تشویق بریتانیا، در سال ۱۹۳۴ و در جامعه ملل از ایران شکایت کرد، اما اختلاف آنها برطرف نشد. سرانجام در سال ۱۹۳۷ ایران و عراق اولین پیمان مرزی خود را امضا کردند. بر اساس این قرارداد مرز دو کشور در امتداد ساحل شرقی رودخانه بود اما یک قسمت لنگرگاهی چهار مایلی در کنار آبادان به ایران اختصاص داده شده و در این قسمت خط تالوگ مرز دو کشور را مشخص می‌کرد. ایران بلافاصله پس از کودتای بعثی‌ها در سال ۱۹۶۹، هیاتی را به جمهوری عراق اعزام کرد و هنگامی که عراق از ادامه مذاکرات پیرامون یک معاهده جدید امتناع ورزید، پیمان ۱۹۳۷ توسط ایران ملغی شد. ابطال معاهده ۱۹۳۷ توسط ایران باعث آغاز دوره‌ای از تنش‌های شدید بین عراق و ایران شد که تا توافق‌نامه ۱۹۷۵ الجزایر ادامه داشت.

## وقایع
از مارس ۱۹۷۴ تا مارس ۱۹۷۵، چندین درگیری مرزی بین ایران و عراق بر سر پشتیبانی ایران از کردهای عراق رخ داد. در سال ۱۹۷۵، عراقی‌ها با استفاده از تانک به ایران حمله کردند، اما ایرانی‌ها آنها را شکست دادند. چندین حمله دیگر صورت گرفت. با این حال، ایران با نیروی هوایی خود به راحتی عراقی‌ها را شکست داد. در جریان درگیری‌های ۷۵–۱۹۷۴ منطقه اروند رود، حدود ۱۰۰۰ نفر جان باختند.
در نتیجه، عراق تصمیم گرفت که جنگ را ادامه ندهد، و در عوض تصمیم گرفت برای پایان دادن به شورش کردها، امتیازاتی را به تهران اعطا کند. در توافق‌نامه ۱۹۷۵ الجزایر، عراق در ازای روابط عادی با ایران، امتیازات سرزمینی - از جمله آبراه اروند رود - را به ایران اعطا کرد. در ازای اینکه عراق قبول کرد تا مرز بر اساس خط تالوگ مشخص شود ایران نیز تعهد کرد تا به حمایت خود از چریک‌های کرد پایان دهد.

## پیامدها
در مارس ۱۹۷۵، عراق توافقنامه الجزایر را امضا کرد که در آن خط تالوگ (عمیق‌ترین نقطه رودخانه) به عنوان مرز رسمی به رسمیت شناخته شد، در عوض ایران به حمایت خود از کردهای عراق پایان داد.
پنج سال بعد، در ۱۷ سپتامبر ۱۹۸۰، عراق به دنبال انقلاب ایران ناگهان قرارداد الجزایر را لغو کرد. صدام حسین ادعا کرد که جمهوری اسلامی ایران از رعایت مفاد قرارداد الجزایر امتناع کرده‌است و بنابراین عراق توافقنامه را باطل می‌داند. پنج روز بعد، ارتش عراق از مرز عبور کرد.